# Vienna (Virginia)
Vienna è una città della contea di Fairfax, Virginia, Stati Uniti. Al censimento del 2010, aveva una popolazione di 15.687 abitanti. Significativamente più persone vivono in codici postali con gli indirizzi postali di Vienna (22180, 22181 e 22182) delimitati approssimativamente dall'Interstate 66 a sud, dall'Interstate 495 a est, dalla Route 7 a nord e da Hunter Mill Road a ovest.
Nell'agosto 2013, CNNMoney e la rivista Money ha classificato Vienna al terzo posto nella lista dei 100 migliori posti in cui vivere negli Stati Uniti. Oltre alle scuole pubbliche altamente classificate, le sue attività includono un centro con molte piccole imprese, una stazione della metropolitana di Washington con grandi parcheggi (il capolinea occidentale della linea Arancione) appena a sud della città e una parte del Washington & Old Dominion Railroad Regional Park per l'escursionismo/pista ciclabile che taglia attraverso il centro della città. Tysons Corner, un distretto residenziale e commerciale, si trova nelle vicinanze, così come il Wolf Trap National Park for the Performing Arts.

## Geografia fisica
Secondo lo United States Census Bureau, ha un'area totale di 4,42 mi² (11,45 km²).

## Storia
L'insediamento non nativo nella regione risale intorno al 1740. Nel 1754, un famoso soldato e proprietario terriero, il colonnello Charles Broadwater, si stabilì all'interno dei confini della città. Il genero di Broadwater, John Hunter, costruì la prima casa documentata nel 1767, nominandola Ayr Hill (ricordando il suo luogo di nascita, Ayr, in Scozia). Questo nome fu successivamente applicato alla piccola comunità in via di sviluppo. Il nome della città fu cambiato negli anni 1850, quando un medico di nome William Hendrick si stabilì lì a condizione che la città si sarebbe rinominata come la sua città natale, Phelps, New York, allora conosciuta come Vienna.
Il 17 giugno 1861 vi fu un impegno militare relativamente minore ma ampiamente notato, la battaglia di Vienna, uno dei primi scontri armati della guerra civile americana. Un'aspirante unità di occupazione dell'Unione sotto il generale di brigata Robert Cumming Schenck si avvicinò a Vienna da est in treno, ma fu tesa un'imboscata e costretto a ritirarsi da una forza superiore confederata guidata dal colonnello Maxcy Gregg. Oggi diversi cartelli storici a Vienna dettagliano la sua storia della guerra civile americana.
La First Baptist Church di Vienna fu fondata nel 1867 e la struttura originaria della chiesa fu costruita utilizzando legname di caserma dell'esercito dell'Unione ottenuto attraverso il Freedmen's Bureau. Questa chiesa fu anche la prima scuola pubblica per i neri della città. La prima scuola pubblica per i bianchi fu costruita nel 1872. Fu costruita una scuola elementare permanente per i neri, che in seguito venne intitolata alla sua preside di lunga data, Louise Archer. Le scuole della contea di Fairfax furono completamente desegregate dall'autunno del 1965.
Robert Hanssen è stato arrestato a Vienna nel 2001 per spionaggio del servizio di intelligence russo (e in precedenza del KGB). La sua casa era fuori città ma aveva un indirizzo postale di Vienna. Ha usato cassette postali morte nel vicino Foxstone Park per consegnare segreti degli Stati Uniti al governo federale e per raccogliere contanti o diamanti in cambio. Hanssen è stato condannato quell'anno a scontare più ergastoli in carcere.

## Società

### Evoluzione demografica
Secondo il censimento del 2010, la popolazione era di 15.687 abitanti.

### Etnie e minoranze straniere
Secondo il censimento del 2010, la composizione etnica della città era formata dal 75,5% di bianchi, il 3,2% di afroamericani, lo 0,3% di nativi americani, il 12,1% di asiatici, lo 0,0% di oceanici, il 5,3% di altre razze, e il 3,6% di due o più etnie. Ispanici o latinos di qualunque razza erano il 12,0% della popolazione.